# Empidonax flaviventris
El  mosquero ventriamarillo (Empidonax flaviventris) es una especie de ave paseriforme de la familia Tyrannidae, perteneciente al numeroso género Empidonax. Es un ave migratoria que anida en el norte de América del Norte e inverna en el sur de México y América Central.

## Otros nombres comunes
Se le conoce también como mosquerito oliva, mosquero vientre amarillo, o papamoscas vientre amarillo (en México), atrapamoscas buchiamarillo, bobito amarillo (en Cuba), mosquerito ventriamarillo (en Costa Rica y Panamá), mosquero vientre amarillo, mosquitero ventriamarillo (en Nicaragua), mosquero panza amarilla (en Honduras).

## Distribución y hábitat
Su área de nidificación se extiende por todo el centro y sur de Canadá (desde el sureste de Yukón y noreste de la Columbia Británica hacia el este hasta Nueva Escocia e inclusive Saint Pierre y Miquelon), y por una faja fronteriza del centro norte y noreste de Estados Unidos (desde el norte de Minesota hacia el este hasta el norte de Maine y norte de Pensilvania). En los inviernos boreales migra hacia el sur, con pasaje por todo el centro este de Estados Unidos y este de México, para pasar la temporada no reproductiva en el centro este y sur de México y América Central, en Belice, Guatemala, El Salvador, Honduras, Nicaragua, Costa Rica, hasta el oeste de Panamá. Ocurre incidentalmente en Cuba, Bahamas, Bermuda y Groenlandia.
Su hábitat reproductivo consiste de bosques de coníferas boreales y turberas. Típicamente nidifica en bosques fríos y húmedos de coníferas o mixtos y pantanos de varios tipos, generalmente en terrenos planos o pobremente drenados. El ambiente es usualmente bien estratificado, con el dosel abierto, árboles jóvenes, arbustos y abundante cobertura de musgos.
En la temporada no reproductiva habita en una variedad de ambientes forestales, bordes y hasta hábitats semiabiertos, caracterizados por vegetación baja y densa, a menudo cerca de cursos de agua, bordes de bosque, o claros del bosque densamente vegetados; es más común en selvas húmedas densas, selvas húmedas montanas y bosques pino-roble.

## Sistemática

### Descripción original
La especie E. flaviventris fue descrita por primera vez por los ornitólogos estadounidenses William McFunn Baird y Spencer Fullerton Baird en 1843 bajo el nombre científico Tyrannula flaviventris; su localidad tipo es: «cerca de Carlisle, Pennsylvania, Estados Unidos».

### Etimología
El nombre genérico masculino «Empidonax» se compone de las palabras del griego «empis, empidos» que significa ‘mosquito’, ‘jején’, y «anax, anaktos» que significa ‘señor’; y el nombre de la especie «flaviventris», se compone de las palabras del latín «flavus» que significa ‘amarillo’, y «ventris, venter» que significa ‘vientre’.

### Taxonomía
Es monotípica.